# شعبية المرقب
شعبية المرقب، هي إحدى المناطق (المحافظات) في ليبيا مركزها مدينة الخمس. وتضم المحافظة مدينة لبدة الكبرى وهي إحدى مواقع التراث العالمي لليونسكو، يحد شعبية المرقب من الشمال ساحل البحر الأبيض المتوسط، ومن الشرق والجنوب مصراتة ومن الشمال الغربي طرابلس ومن الغرب شعبية الجبل الغربي.

## مناطق شعبية المرقب
- الخمس .
- زليتن.
- مسلاتة.
- العلوص.
- غنيمة
- سلين
- منطقة الثمانين.
- لبدة الكبرى.
- قرية كعام.
- مغارغرين.
- العمامرة.
- سلمة.
- بربير
- أولاد العالم.
- شنوة.
- المطايبة.
- الطرشان.
- الخضراء.
- ترهونة.
- فم ملغة.
- الخمري.
- البركات.
- منطقة الساحل.
- سوق الخميس/ الخمس.